# Сражение при Козлудже
Сражение при Козлудже — важное сражение между русскими войсками под командованием А. В. Суворова и М. Ф. Каменского и турецкой армией Хаджи-Абдул-Резака во время русско-турецкой войны 1768—1774 годов, произошедшее 9 (20) июня 1774.

## Сражение
В кампанию 1774 года главной задачей русской дунайской армии фельдмаршала Румянцева было взятие крепости Шумла, где располагалась ставка великого визиря. К Шумле были отправлены корпус генерал-поручика Суворова и дивизия генерал-поручика Каменского — 12 пехотных полков, 3 батальона егерей, 2 батальона гренадер, 37 полевых орудий, 7 кавалерийских и 7 казачьих полков общей численностью до 24 тыс. человек.
Дивизия Каменского, взяв с боем 2 (13) июня Базарджик, продолжила наступление на Шумлу и утром 9 (20) июня 1774 вошла в деревню Юшенлы, в 7 км на юго-запад от Базарджика. Здесь к ней присоединился корпус Суворова, прошедший для этого ночью 20 км. Дальше путь на Шумлу лежал через городок Козлуджа. Между Юшенлы и Козлуджей располагался Делиорманский лес, через который можно было проехать только через узкое дефиле. В это же время у Козлуджи стояла лагерем турецкая армия численностью до 40 тыс. человек (25 тыс. пехоты и 15 тыс. кавалерии) под командованием рейс-эфенди Хаджи-Абдул-Резака.
Русская армия разбила лагерь в Юшенлы для отдыха, а Суворов и Каменский утром 9 июня с авангардом кавалерии и казаками выехали на разведку по дороге в Козлуджу. На выходе из Делиорманского леса был замечен отряд турок. Турки стали отступать в сторону Козлуджи, и русская кавалерия углубилась в лес, на выходе из которого её поджидали турецкие войска. Они атаковали казачьи отряды, бывшие в авангарде, и стремились отрезать их от основного отряда. Казаки принялись спешно отступать, в результате чего из-за крайней узости дороги, по которой двигались войска, возникла неразбериха и давка. Каменский принялся срочно выводить свои войска из леса, направив в помощь казакам эскадрон пикинёр и два эскадрона гусар. Одновременно он вызвал из русского лагеря пехоту. В результате его грамотных действий русская кавалерия успешно вышла обратно из леса, а пехота построилась в боевой порядок у входа в лесное дефиле. Из-за узости открытого пространства и русские и турки могли использовать только малую часть своих сил. В первой линии русской пехоты было всего 2 батальона егерей и 1 батальон гренадер. Этими батальонами командовал лично Суворов. Каменский же как старший по субординации руководил всем боем.
Турецкая пехота выбила окончательно казаков из леса и попыталась окружить один из батальонов Суворова. Каменский выслал ему в помощь ещё один батальон егерей и выстроил сзади ещё две линии пехоты. Все попытки турок обойти русские войска с флангов и зайти им в тыл не увенчались успехом. Суворов вместе со своими батальонами стал их преследовать и, пройдя лес, занял лощину перед холмами, на которых засели турки. Турки снова атаковали батальоны Суворова. В помощь ему Каменский отправил кавалерию и ещё пехоту. Поскольку через дефиле крайне трудно было провезти пушки, атака была отбита с большим трудом и малыми для турок потерями.
Наконец пушки были привезены. Выстроив свои четыре батальонные каре в одну линию и во второй линии поставив Суздальский и Севский полки, Суворов перешёл в наступление и сбросил турок с возвышенностей. Из-за сильно пересечённой местности русская кавалерия не смогла их преследовать, и турки организованно отступили в свой лагерь у Козлуджи. Подойдя к лощине, за которой находился турецкий лагерь, Суворов подтянул свои пушки и начал артиллерийский и ружейный обстрел турецких позиций. Через три часа перестрелки, определив, что ответный огонь турок слабеет, Суворов повёл свои войска в третью за день атаку. Турецкая армия, не дожидаясь штыкового удара русских батальонов, бросила свою артиллерию и лагерь и бежала к Шумле.
Пройдя через турецкий лагерь, русская пехота заняла Козлуджу, захватив 29 пушек нового образца и турецкий обоз. Турки потеряли до 500 человек убитыми и 100 пленными. В русской армии убито 75 человек, ранено 134 (из них 4 офицера). Сражение началось в двенадцатом часу дня и закончилось только в восьмом часу вечера, за это время русская армия в сильную жару прошла с боем 16 километров по направлению к Шумле, выбив турок с очень сильной позиции.
Победа русской армии в сражении при Козлудже лишила турок шансов на успешное сопротивление и значительно приблизила конец войны. 16 июня Каменский блокировал Шумлу. Турецкое командование просило перемирия, и уже 10 (21) июля был заключён Кючук-Кайнарджийский мирный договор.